# Calyce
Calyce es un género de coleóptero de la familia Mordellidae.

## Especies
Las especies de este género son:
- Calyce bicolor Blair, 1922
- Calyce cardinalis Blair, 1922
- Calyce fulva Champion, 1891
- Calyce horioni Ermisch, 1942
- Calyce kamerunensis Ermisch, 1942
- Calyce langeri Ermisch, 1942
- Calyce maculata Píc, 1911
- Calyce reginae Ermisch, 1942
- Calyce sumatrensis Batten, 1989